# Epicypta pluripunctata
Epicypta pluripunctata är en tvåvingeart som först beskrevs av Lane 1948.  Epicypta pluripunctata ingår i släktet Epicypta och familjen svampmyggor. Inga underarter finns listade i Catalogue of Life.